# Nordhäuser Volksblatt
Das Nordhäuser Volksblatt war eine sozialdemokratische Zeitung in Nordhausen.

## Geschichte
Das Blatt wurde am 25. Januar 1890 gegründet und erschien als Kopfausgabe der Erfurter SPD-Zeitung Tribüne. Die Lokalredaktion leitete August Gentzel. Das Einzugsgebiet umfasste die Stadt Nordhausen und den Kreis Grafschaft Hohenstein. Bemühungen um eine Ausweitung auf Stadt Frankenhausen scheiterten am Widerstand der dortigen Sozialdemokraten, die ein eigenes Organ herausgeben wollten, so dass das Volksblatt nicht über die Zahl von rund 350 Abonnenten hinauskam. Das Erscheinen wurde wohl Ende September 1897 eingestellt. Seither wurde die Tribüne in Nordhausen vertrieben. Erst mit der Gründung der Nordhäuser Volkszeitung 1905 erschien in Nordhausen wieder eine eigene sozialdemokratische Zeitung.